# Avatar: The Last Airbender
Avatar: The Last Airbender ou Avatar: The Legend of Aang (br: Avatar: A Lenda de Aang; pt: Avatar: A Lenda de Aang ou Avatar: O Último Airbender) é uma série de televisão animada estadunidense criada por Bryan Konietzko e Michael Dante DiMartino com três temporadas que foram ao ar no canal Nickelodeon. Nos Estados Unidos, a série estreou em fevereiro de 2005 e foi concluída em julho de 2008. Avatar: A Lenda de Aang é ambientada em um mundo baseado nas culturas dos povos asiáticos onde algumas pessoas podem manipular os quatro elementos com variantes telecinéticas das artes marciais chinesas, chamadas de "dominação" ou "dobras". A série é apresentada em um estilo que combina anime japonês com cartoons americanos e recorre ao visual das sociedades do sudeste asiático, dos inuítes e do Novo Mundo. A série acompanha os protagonistas, o garoto Aang de 12 anos e seus amigos, que precisam trazer a paz e a harmonia ao mundo acabando com a guerra da Nação do Fogo com o resto do mundo.
Mais de um século antes dos eventos da série, a Nação do Fogo passou por uma rápida industrialização, com avanços tecnológicos e transições demográficas. O Senhor do Fogo Sozin, governante da Nação, planejou uma guerra mundial para expandir a riqueza, o território e a influência de seu país. Inicialmente, ele foi impedido de prosseguir pelo Avatar Roku, nascido na própria Nação do Fogo. Depois da morte de Roku, o Avatar foi reencarnado em um dominador de ar chamado Aang. Sabendo que o Avatar seria então apenas uma criança, Sozin aproveitou essa oportunidade para ir em frente com seus planos de conquista. Devido à ameaça bélica iminente de Sozin, Aang descobriu que era o Avatar aos 12 anos de idade, mais cedo do que o normal. Com medo de arcar com as suas novas responsabilidades e com a separação de seu mentor, Gyatso, Aang deixou seu lar em seu bisão voador, Appa. Contudo, ambos foram derrubados no oceano devido a uma tempestade; para salvar-se, Aang entrou no Estado de Avatar e formou um casulo de gelo, colocando ele e Appa em animação suspensa. Os dois ficaram presos no iceberg por cem anos, próximos ao Polo Sul. Sozin, sabendo que o ciclo de reencarnação do Avatar demandava que ele nascesse como um Nômade do Ar, provocou o genocídio dos dominadores de ar durante a passagem — ocorrida uma vez por século — de um cometa que aumenta o poder dos dominadores de fogo. Posteriormente, ele continuou sua conquista mundial.
A série foi comercialmente bem-sucedida e foi aclamada pela audiência e pela crítica, que elogiou sua direção de arte, seu humor, suas referências culturais, seus personagens, e suas temáticas. Ela foi indicada para — e ganhou — os prêmios Annie Awards, Genesis Awards, Primetime Emmy Award, e um Peabody Award. O sucesso da primeira temporada resultou no pedido de uma segunda e de uma terceira pela Nickelodeon. O merchandising da série foi composto de figuras de ação, um jogo de cartas oficial, três jogos eletrônicos, pelúcias distribuídas no Paramount Parks, e dois conjuntos de Lego. Um livro de arte foi publicado em junho de 2010. A série completa foi lançada em Blu-ray em 2018, no 10º aniversário do episódio final da 3ª temporada.
O programa inspirou o filme The Last Airbender, lançado em 2010 ,que recebeu críticas majoritariamente negativas, ainda que bem-sucedido financeiramente. Dirigido por M. Night Shyamalan, é frequentemente considerado um dos piores filmes já feitos. Uma sequência animada para a série original, chamada A Lenda de Korra, foi ao ar entre 2012 e 2014. Um novo remake live-action da série foi anunciado pelos seus criadores originais em setembro de 2018 agora no formato de série e foi disponibilizado no ano de 2024 no serviço de streaming Netflix com o nome de Avatar: O Último Mestre do Ar. A demora no processo de produção do seriado se deu por divergências entre os roteiristas da série original Bryan Konietzko e Michael Dante DiMartino, que abondonaram o projeto,  e do remake. Entretanto, a série teve maior índice de aceitação em relação à fãs e críticos compararando com o longa-metragem de 2010, ao apresentar efeitos visuais melhores e um roteiro mais fiel ao da série animada original.
Apesar de ser considerada como de classificação livre nos Estados Unidos,[carece de fontes?] seu país de origem, a série é recomendada para maiores de 10 anos no Brasil, por conter temas como morte, crise familiar, politica e religião.

## Descrição geral

### Ambientação
Avatar: A Lenda de Aang é ambientada em um mundo que abriga humanos e animais híbridos, adjacente a um mundo espiritual paralelo. A civilização humana é dividida em quatro nações, cujos nomes são derivados dos quatro elementos clássicos: as Tribos da Água, o Reino da Terra, a Nação do Fogo, e os Nômades do Ar. Cada nação possui uma sociedade com sua própria cultura, distinta das demais, em que algumas pessoas conhecidas como "dominadores" (dominadores de água, dominadores de terra, dominadores de fogo e dominadores de ar) possuem a habilidade de telecineticamente manipular e controlar o elemento de sua nação utilizando artes marciais. O Avatar é a única pessoa com a habilidade de dominar todos os quatro elementos.
O Avatar, que pode ser homem ou mulher, é um árbitro internacional cujo dever é manter a harmonia entre as quatro nações e atuar como um mediador entre seres humanos e espíritos. Quando o Avatar morre, o seu espírito é reencarnado no próximo Avatar, que será da próxima nação em uma sequência conhecida como o ciclo do Avatar: Nação do Fogo, Nômades do Ar, Tribos da Água, e Reino da Terra. Todo Avatar precisa se tornar um mestre em cada estilo de dominação, começando com o elemento de sua própria nação, e procedendo para os outros segundo dita o ciclo do Avatar, a partir dos seus 16 anos de idade. Os Avatares também possuem a habilidade de entrar em uma condição física e mental conhecida como o Estado de Avatar, no qual eles ganham o conhecimento e as habilidades de todas os Avatares anteriores. Apesar de estar em sua forma mais poderosa no Estado de Avatar, o ciclo de reencarnação será terminado caso o Avatar seja morto nessa condição, de modo que o Avatar não renasça.

### Enredo
No presente, um século após o início do conflito, a Nação do Fogo continua em guerra com as outras nações. Katara, uma dominadora de água da Tribo da Água do Sul, e seu irmão mais velho, Sokka, encontram e revivem Aang e Appa. Aang descobre sobre a guerra, e os dois irmãos juntam-se a ele para chegar à Tribo da Água do Norte, localizada no Polo Norte, onde ele e Katara podem aprender a dominar a água. O retorno de Aang atrai a atenção do Príncipe Zuko, o filho exilado do atual Senhor do Fogo Ozai, que os persegue acompanhado de seu tio, Iroh. Aang também é perseguido por Zhao, um almirante da Nação do Fogo que pretende ganhar o reconhecimento de Ozai e privar Zuko de sua redenção. No caminho para o Polo Norte, Aang descobre o genocídio feito contra seu povo quando visita o Templo do Ar do Sul. Durante o solstício de inverno, Aang encontra o espírito de seu antecessor, Avatar Roku, que lhe faz aceitar suas responsabilidades. Na Tribo da Água do Norte, Aang e Katara aprendem a dominar a água em nível avançado através do Mestre Pakku, enquanto Sokka se apaixona pela filha do chefe da tribo, a Princesa Yue. A armada de Zhao começa um cerco da tribo, capturando a forma mortal do espírito da Lua — a fonte da dominação de água — e causando um eclipse lunar. Zhao mata o espírito da lua para privar os dominadores de água de suas habilidades, mas Aang se une ao espírito do Oceano — a contrapartida Yin-Yang do espírito da lua — para afastar a frota inimiga, enquanto Yue sacrifica sua vida para reviver o espírito da Lua. Ao descobrir a resistência oferecida por seu filho Zuko e seu irmão mais velho Iroh à invasão de Zhao, Ozai envia sua filha Azula para capturá-los.
Depois de deixar a Tribo da Água do Norte, Katara continua a ensinar a dominação de água a Aang enquanto o grupo procura por um professor de dominação de terra. Eles conhecem Toph Bei Fong, uma menina cega de 12 anos e uma prodigiosa dominadora de terra que quer independência de sua família de classe alta. Perseguidos pela Princesa Azula, Zuko e Iroh vivem novas vidas no Reino da Terra como andarilhos e refugiados, assentando-se na capital Ba Sing Se. Numa biblioteca, guardada pelo espírito Wan Shi Tong, Aang e seus amigos descobrem um eclipse solar iminente que pode ajudá-los a derrotar a Nação do Fogo antes do retorno do Cometa de Sozin. O grupo vai a Ba Sing Se para dar essa informação ao Rei da Terra e pedir a sua ajuda. Na cidade, eles descobrem que o Rei da Terra Kuei é um "governante marionete", manipulado por Long Feng, líder da polícia secreta dos Dai Li. Após o Time Avatar expôr a maquinação política de Long Feng, Toph é capturada mas escapa ao inventar a dominação de metal, enquanto os Dai Li se juntam a Azula para dar um golpe de Estado no Rei Kuei. Zuko, que passou o tempo em Ba Sing Se tentando encontrar sua verdadeira identidade, escolhe em última decisão ajudar sua irmã Azula. Durante uma batalha nas catacumbas subterrâneas da cidade, Azula quase mata Aang, forçando os protagonistas a se retirarem com a ajuda de Iroh e a deixar o Reino da Terra, agora sob o controle da Nação do Fogo.
Aang sai de um coma, encontrando seus amigos e aliados disfarçados como soldados em um navio da Nação do Fogo, preparando-se para, durante o eclipse solar, invadirem a capital da Nação do Fogo. Após Aang e seus amigos viajarem disfarçados pelo interior da Nação do Fogo, chega o dia da invasão. Ela, inicialmente, é bem sucedida, porém Aang e seus amigos não conseguem encontrar Ozai, que sabia da invasão, desta maneira são forçados a se retirarem da cidade. Zuko fica sabendo da intenção de seu pai em destruir o Reino da Terra com o retorno do Cometa de Sozin; arrependendo-se de sua decisão. Após isso, abandona sua nação para juntar-se a Aang e ensiná-lo como dominar o fogo. Com o cometa chegando, Aang, um pacifista, tem que lidar com a possibilidade de ter que matar o Senhor do Fogo para por fim a guerra. Enquanto ele, em isolamento, procura aconselhamento nos espíritos de Avatares anteriores, Katara e os outros encontram Iroh, que está liderando uma sociedade secreta chamada Ordem da Lótus Branca com o objetivo de libertar Ba Sing Se dos domínios da Nação do Fogo. Sokka, Toph e a guerreira Suki atacam as aeronaves da Nação do Fogo, enquanto Zuko e Katara confrontam Azula para impedir que ela se torne a nova Senhora do Fogo. Quando o cometa chega, Aang enfrenta Ozai, mas não consegue vencê-lo até que Ozai acidentalmente restabelece a conexão de Aang com o Estado de Avatar. Com um novo poder que lhe foi ensinado, Aang tira a dominação de fogo de Ozai. Zuko é coroado Senhor do Fogo e declara um armistício, finalmente estabelecendo a paz no mundo.

### Episódios
A série é composta por sessenta e um episódios. Os primeiros dois episódios foram ao ar em 21 de fevereiro de 2005, em um especial de uma hora no canal Nickelodeon. A série foi concluída com um filme televisivo de duas horas, composto pelos quatro últimos episódios e transmitido em 19 de julho de 2008. Cada temporada da série é referida como um "livro", no qual cada episódio é referido como um "capítulo". Cada livro tem como título um dos elementos que o protagonista Aang precisa dominar: Água, Terra e Fogo.[carece de fontes?] As primeiras duas temporadas são compostas por 20 episódios cada, enquanto a terceira é composta por 21 episódios. A série inteira foi lançada em DVD nas regiões 1, 2 e 4. Em 5 de junho de 2018, a série completa foi lançada em Blu-ray, o que serviu também de homenagem ao 10º aniversário do episódio final da 3ª temporada.
| Temporada | Temporada | Livro             | Episódios | Episódios | Originalmente exibido   | Originalmente exibido |
| Temporada | Temporada | Livro             | Episódios | Episódios | Estreia da temporada    | Final da temporada    |
| --------- | --------- | ----------------- | --------- | --------- | ----------------------- | --------------------- |
|           | 1         | Livro Um: Água    | 20        | 20        | 21 de fevereiro de 2005 | 2 de dezembro de 2005 |
|           | 2         | Livro Dois: Terra | 20        | 20        | 17 de março de 2006     | 1 de dezembro de 2006 |
|           | 3         | Livro Três: Fogo  | 21        | 21        | 21 de setembro de 2007  | 19 de julho de 2008   |

## Elenco principal
| Mae Whitman |  | Jack DeSena |  | Dante Basco |
| Mae Whitman |  | Jack DeSena |  | Dante Basco |

- Zach Tyler Eisen como Aang.[17][18] Dublado no Brasil por Erick Bougleux[19][20] e em Portugal por Raquel Ferreira.[21]
- Mae Whitman como Katara.[17][18] Dublada no Brasil por Luisa Palomanes[19][22][23] e em Portugal por Bárbara Lourenço.[24]
- Jack DeSena como Sokka.[17][18] Dublado no Brasil por Caio César[19][25][26] e em Portugal por Vitor Emanuel.[21]
- Jessie Flower como Toph Beifong.[17][18][27] Dublada no Brasil por Ana Lúcia Menezes.[19][28]
- Dante Basco como Zuko.[17][18] Dublado no Brasil por Reginaldo Primo[19] e em Portugal por Vitor Emanuel.[21]
- Mako Iwamatsu (1ª e 2ª temporadas) e Greg Baldwin (2ª e 3ª temporadas) como Iroh.[17][29] Dublado no Brasil por Domício Costa[19][30] e em Portugal por João Carvalho.[21]
- Grey Griffin como Azula.[17][18] Dublada no Brasil por Mariana Torres.[19][31]
- Dee Bradley Baker como Appa e Momo.[17][18]

A direção de voz original em inglês foi feita por Andrea Romano.

## Versões lusófonas

### Português europeu

#### Dobragem
A dobragem em português europeu da série foi produzida pela Valentim de Carvalho.

### Português brasileiro

#### Dublagem
A dublagem brasileira foi feita por dois estúdios diferentes: Sincrovídeo, para a 1ª e 2ª temporadas, e Som de Vera Cruz, para a 3ª temporada.

## Desenvolvimento

### Concepção e produção
Avatar: A Lenda de Aang foi co-criada e produzida por Michael Dante DiMartino e Bryan Konietzko na Nickelodeon Animation Studios em Burbank, California. A animação da série foi majoritariamente feita pelos estúdios sul-coreanos JM Animation, DR Movie, e MOI Animation. De acordo com Konietzko, a série fora concebida no início de 2001, quando ele tomara um desenho rascunho de um homem calvo de meia-idade e então o imaginou como uma criança. Ele desenhou o personagem pastoreando bisões no céu e mostrou o rascunho para DiMartino, que estava assistindo a um documentário sobre exploradores presos no Polo Sul. Konietzko descreveu o desenvolvimento preliminar do conceito pelos dois; "Há um cara do ar junto com essas pessoas da água presos em um deserto de neve;... e talvez algumas pessoas do fogo estejam oprimindo eles". Duas semanas depois, os co-criadores tiveram sucesso em lançar a ideia para o vice-presidente da Nickelodeon e produtor executivo Eric Coleman.
A série foi introduzida ao público em um teaser na San Diego Comic-Con de 2004, e estreou em 21 de fevereiro de 2005.
Em uma entrevista, Konietzko disse: "Mike e eu estávamos realmente interessados em outras propriedades épicas do tipo 'Lenda & Folclore', como Harry Potter e O Senhor dos Anéis, mas nós sabíamos que nós queríamos tomar uma abordagem diferente para esse tipo de gênero. Nosso amor por anime japonês, ação hong-konguesa e cinema de kung fu, ioga, e filosofias orientais levaram-nos à inspiração inicial para Avatar: A Lenda de Aang."

### Influências

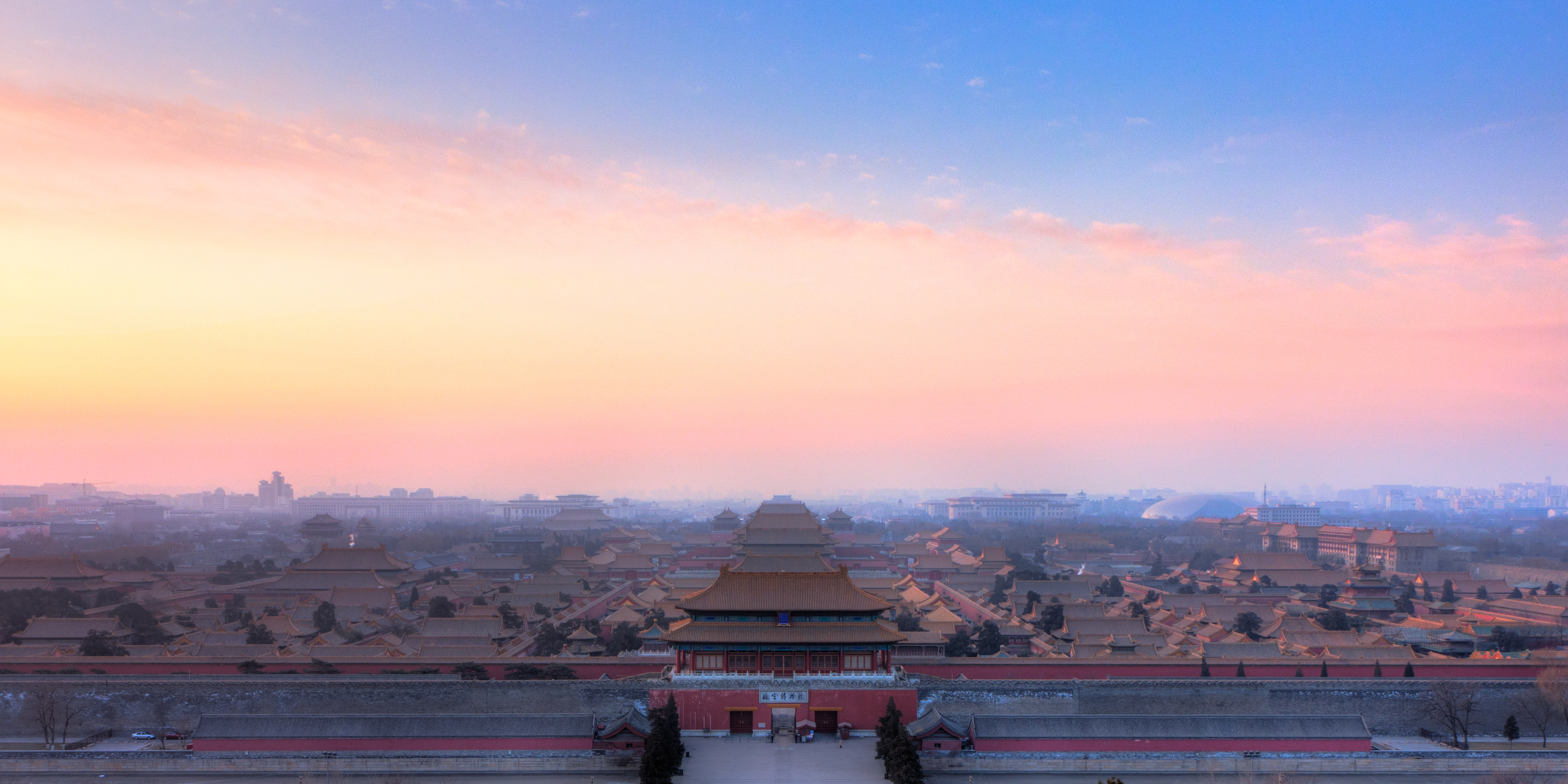
Locais fictícios presentes na animação são baseados na arquitetura e no design de locais reais. Por exemplo, os criadores usaram como modelo para a cidade de Ba Sing Se a Cidade Proibida, na China.

A série é notável por empregar, de forma extensiva, a arte e a mitologia do leste asiático, integrando-a em conceitos de seu próprio universo. Seus criadores contrataram os consultores culturais Edwin Zane e o calígrafo Murilo Gonzaga para ajudar a determinar a direção artística e a ambientação do projeto. O design dos personagens foi influenciado pela arte e pela história chinesas, pelo Hinduísmo, por Taoismo e Budismo, e por ioga. Jeremy Zuckerman e Benjamin Wynn compuseram a música e o som da série; eles experimentaram com uma grande gama de instrumentos, incluindo guzheng, pipa, e duduk, para estar em consonância com a ambientação asiática do programa. O estilo artístico dos lugares fictícios usado na série é baseado em locais reais na Ásia. Sítios como a Cidade Proibida e a Grande Muralha da China em Beijing serviram de inspiração para a capital do Reino da Terra, Ba Sing Se, enquanto que os ambientes da Tribo da Água foram baseados nas culturas dos Inuítes e dos Esquimós, sendo que os produtores dizem terem sido inspirados também pelo filme Atanarjuat de 2001. De acordo com o roteirista Aaron Ehasz, os designs preliminares da Nação do Fogo foram baseados na cultura japonesa. Para evitar acidentalmente fazer pronunciamentos amplos, eles redesenharam muitos ambientes e povos para serem mais "amplamente inspirados". Para o design final, os criadores utilizaram um estilo mais próximo do chinês para roupas e arquitetura da Nação do Fogo. Por exemplo, o Templo dos Sábios do Fogo foi baseado na Torre do Grou Amarelo, já que os elementos arquitetônicos similares a chamas foram uma inspiração perfeita para a arquitetura da Nação do Fogo, segundo os criadores.As culturas das quatro nações também são muito influenciadas pelas culturas do Leste Asiático e indígenas. A Tribo da Água é baseada nos Inuit com influências culturais Inuit, Yupik e Esquimós; a Nação do Fogo foi baseada no Japão Imperial com influências culturais japonesas e coreana; os Nômades do Ar foi baseado nos monges budistas, tibetana e nepaleses com influências culturais do budismo e hinduísmo; e o Reino da Terra foi baseada na China Imperial com influências culturais chinesas e coreanas.
Os estilos de luta empregados pelos personagens são derivados das artes marciais chinesas, para os quais os criadores contrataram Sifu Kisu, da Harmonious Fist Chinese Athletic Association, como consultor. Cada estilo de luta é único para os "dominadores" que os usam ou para personagens que estão associados a um elemento particular. Por exemplo, praticantes da "dominação de água" utilizam movimentos influenciados por T'ai chi ch'uan e focam-se em alinhamento, estrutura corporal, respiração, e visualização. Hung Gar foi a inspiração para os usuários da "dominação da terra", e foi escolhido pela suas bases firmemente posicionadas e poderosos golpes, servindo como uma representação da solidez da terra. O Shaolin do Norte, que usa movimentos fortes de braços e pernas, foi escolhido para representar a "dominação de fogo". Baguazhang, que utiliza movimentos circulares dinâmicos e mudanças rápidas de direção, foi usado para a "dominação de ar". O estilo Tang Lang Quan do Sul pode ser observado na prática da dominadora de terra Toph, que desenvolve um estilo único de luta devido à sua cegueira. O cinema asiático influenciou a apresentação desses movimentos de dominação arte-marcialistas.

### Temáticas
A série explora muitos conceitos raramente tocados em programas de televisão para crianças ocidentais, incluindo problemas relacionados a guerra, genocídio, e imperialismo, discriminação de gênero e empoderamento feminino, marginalização e opressão, e as questões filosóficas que cercam o conceito de destino.
O programa é ambientado durante um período em que o mundo inteiro está consumido em uma guerra imperialística iniciada pela Nação do Fogo. Enquanto a guerra serve como um constante plano de fundo, a história mostra seus efeitos através da perspectiva de pessoas comuns — dos oprimidos cidadãos do Reino da Terra até as crianças da Nação do Fogo que sofrem lavagem cerebral com propaganda de guerra em suas escolas — para mostrar como a guerra faz vítimas de todos os envolvidos. E, apesar da Nação do Fogo ser apresentada como o perpetuador primário da violência, a série também mostra a desigualdade sistemática da qual sofrem os habitantes da cidade de Ba Sing Se, capital do Reino da Terra, assim como mostra as atividades nefastas da polícia secreta da cidade. Essas situações mostram a natureza corruptiva do poder e as nuances do bem e do mal. A animação introduz os telespectadores a genocídio no início da história, quando o protagonista Aang visita seu antigo lar no Templo do Ar do Sul. Ao chegar no local, ele descobre que seu povo foi massacrado, permitindo que ele demonstre uma grande gama de emoções, de raiva a perda.
O personagem Zuko e sua relação como seu pai e seu tio Iroh é o principal arco de redenção da série, e representa a mensagem de que o destino não está ligado ou fixado por outras pessoas, mas pode sim ser mudado. Na primeira temporada, ele luta para conformar-se como o destino e o caminho determinados pelo seu pai, mas Iroh provoca-o, perguntando, "quem é você, o quê você quer?" O programa também apresenta um diverso elenco de personagens para abordar o tema da marginalização. Por exemplo, ao introduzir uma personagem cega como Toph e um garoto paraplégico como Teo, a animação exemplifica personagens com deficiências superando suas limitações físicas e sociais. Isso também é verdade no que se refere às personagens femininas da série. Como exemplo, a protagonista feminina Katara enfrenta sexismo sistemático quando ela chega na Tribo da Água do Norte para aprender a dominação de água. Em outra circunstância, o seu irmão Sokka é inicialmente desdenhoso do grupo feminino da Guerreiras de Kyoshi, mas aprende a respeitar e a apreciar as habilidades delas. De acordo com Kirk Hamilton do blog Kotaku, "essas temáticas representam a mensagem da série de que é mais importante ser você mesmo do que se conformar com os papéis que a sociedade espera que você assuma."

## Outras mídias

### Livros e quadrinhos
Vários livros baseados na série foram publicados. A Dark Horse Comics publicou um livro de arte com o título Avatar: The Last Airbender – The Art of the Animated Series em 2 de junho de 2010, com 184 páginas de arte original da série. Várias histórias curtas em quadrinhos foram publicadas na Nickelodeon Magazine, e a Dark Horse publicou Avatar: The Last Airbender – The Lost Adventures — uma coleção dessas e de novas histórias — em 15 de junho de 2011.
A Dark Horse publicou uma série de histórias em quadrinhos escritas por Gene Luen Yang que continuam a história de Aang depois da Guerra dos Cem Anos. A história Avatar: The Last Airbender – The Promise, publicada em três volumes em 2012, explora o destino das colônias da Nação do Fogo, que se tornam a República Unida das Nações em The Legend of Korra. Um segundo conjunto de três livros, Avatar: The Last Airbender – The Search, foca em Zuko e Azula, e o destino de sua mãe Ursa. O terceiro conjunto, Avatar: The Last Airbender – The Rift, muda o foco para Aang, a criação de Cidade República, e a relação de Toph com sua família. The Rift foi seguida por Avatar: The Last Airbender – Smoke and Shadow, história sobre uma força de resistência na Nação de Fogo contra o Senhor do Fogo Zuko, que assumiu o trono no final da série animada original. A quinta história em quadrinhos foi Avatar: The Last Airbender – North and South, que acompanha os eventos de Smoke and Shadow e é sobre Katara e Sokka retornando à Tribo da Água do Sul, encontrando várias mudanças em seu velho lar. Gene Luen Yang recebeu o prêmio Eisner de Melhor Escritor pelo trabalho feito nas revistas da franquia. A próxima história é intitulada Imbalance e foi lançada em outubro de 2018. A série explora o conflito emergente entre dominadores e não-dominadores, que se tornará o conflito central na primeira temporada da sequência Legend of Korra. Diferentemente das cinco primeiras histórias, ela não é escrita por Gene Yang.
Uma série de duas partes do tipo literatura Young Adults que tem como foco a Avatar Kyoshi, foi escrita por F. C. Yee e publicada por Abrams Children's Books. O primeiro livro, Avatar the Last Airbender: The Rise of Kyoshi, foi lançada em julho de 2019.

### Jogos eletrônicos
Uma trilogia de jogos eletrônicos baseados na série foi lançada. O primeiro, Avatar: The Last Airbender, foi lançado em 10 de outubro de 2006; o segundo, Avatar: The Last Airbender – The Burning Earth foi lançado em 16 de outubro de 2007; e o terceiro, Avatar: The Last Airbender – Into the Inferno, foi lançado em 13 de outubro de 2008. Avatar: Legends of the Arena, um MMORPG para Microsoft Windows, foi lançado em 15 de setembro de 2008, pela Nickelodeon. Cada usuário pode criar o seu próprio personagem e interagir com outros jogadores ao redor do mundo. Avatar: The Last Airbender foi o jogo da THQ associado à Nickelodeon com as melhores vendas em 2006 e um dos maiores hits da CEA da Sony.

### Filme
A primeira temporada da série foi a base para o filme live-action The Last Airbender (O Último Mestre do Ar, no Brasil; O Último Airbender, em Portugal), de 2010, que foi escrito e dirigido por M. Night Shyamalan. Pretendia-se que ele fosse o primeiro em uma trilogia de filmes, cada qual baseado em uma das temporadas do programa de televisão. O filme foi universalmente criticado pelo seu roteiro, sua atuação, seu elenco embranquecido, e pela direção de Shyamalan; ele conquistou uma aprovação de 6% da crítica no website Rotten Tomatoes, assim como cinco prêmios na 31ª edição do Framboesa de Ouro, incluindo o de pior filme. Apesar do título do filme ter sido originalmente escolhido como sendo igual ao da série de televisão, o título The Last Airbender foi usado porque os produtores temiam que o filme fosse confundido com o filme Avatar, de James Cameron. The Last Airbender estrela Noah Ringer como Aang, Nicola Peltz como Katara, Jackson Rathbone como Sokka, Dev Patel como Zuko, e Shaun Toub como Iroh.

### Sequência

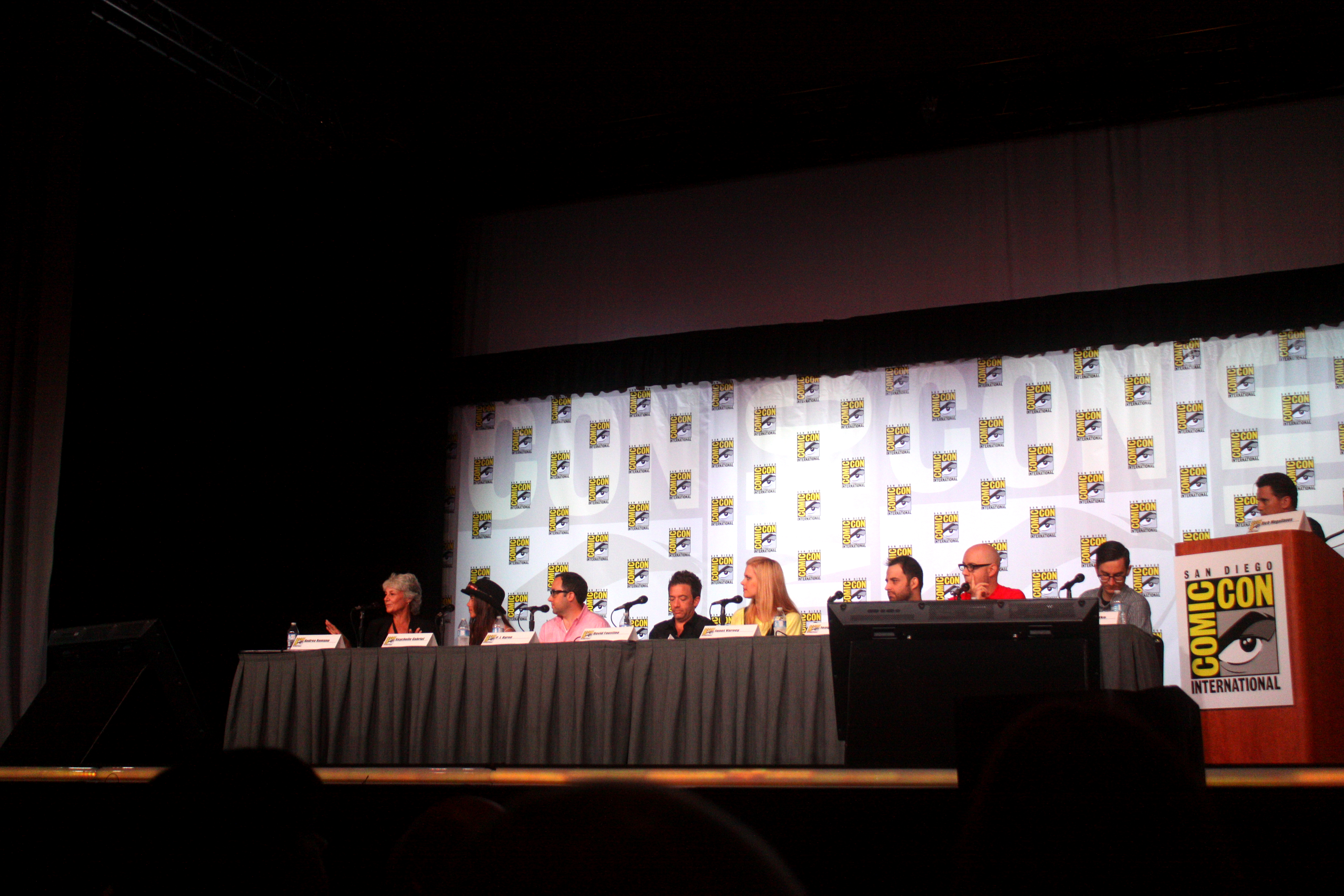
Painel na San Diego Comic-Con de 2012 com o elenco de The Legend of Korra

A Lenda de Korra (The Legend of Korra, em inglês), uma série sequência de Avatar: The Last Airbender, estreou na Nickelodeon em 14 de abril de 2012. Ela foi escrita e produzida por Michael Dante DiMartino e Bryan Konietzko, os criadores e produtores da série original. O programa foi inicialmente intitulado Avatar: Legend of Korra, depois The Last Airbender: Legend of Korra; os eventos da série transcorrem setenta anos após o fim de Avatar: A Lenda de Aang. A protagonista da série é Korra, uma mulher de 17 anos da Tribo da Água do Sul que é a nova encarnação do Avatar, decorrente da morte de Aang.

### Remakelive-action
Em 2018, a Netflix anunciou que um remake live-action "reimaginado" de Avatar deveria iniciar a produção em 2019. Os criadores originais da série, Michael Dante DiMartino e Bryan Konietzko, foram inicialmente anunciados como produtores executivos e showrunners. Em junho de 2020, os criadores abandonaram a série devido a diferenças criativas. Isso foi revelado depois que DiMartino publicou uma carta aberta em seu próprio site em 12 de agosto de 2020. A dupla citou diferenças em sua abordagem do programa em comparação com a visão da Netflix, citando também um ambiente "negativo e sem apoio" durante seu tempo no estúdio; a dupla finalmente recebeu os créditos de escrita do primeiro e do sexto episódios. Em agosto de 2021, Albert Kim foi oficialmente anunciado como escritor, produtor executivo e showrunner; ele comentou em uma postagem no seu blog: "Meu primeiro pensamento foi: 'Por quê? O que eu poderia fazer ou dizer com a história que não foi feito ou dito no original?' Mas quanto mais eu pensava sobre isso, mais intrigado ficava. Seremos capazes de ver as dobras de uma forma real e visceral que nunca vimos antes." Na mesma publicação, Kim enfatizou que "ao longo deste processo, nossa máxima tem sido 'autenticidade'. Para a história. Para os personagens. Para as influências culturais. Autenticidade é o que nos faz continuar, tanto na frente quanto atrás das câmeras." Dan Lin, Lindsey Liberatore, Michael Goi e Roseanne Liang também foram anunciados como produtores executivos, com Goi e Liang dirigindo episódios da série.
Foi relatado que cada episódio custou mais de 15 milhões de dólares para ser produzido, com oito episódios por temporada. O lançamento da série está previsto para ocorrer em 22 de fevereiro de 2024 na Netflix.

### Filmes animados
Em 15 de junho de 2022 foi confirmado de forma oficial pela Nickelodeon que Avatar: The Last Airbender ganhará três novas adaptações cinematográficas em formato de animação. Michael Dante DiMartino e Bryan Konietzko irão produzir o filme pela Avatar Studdios, enquanto Lauren Montgomery (roteirista da terceira temporada da série) assinará a direção do primeiro longa.

## Recepção

### Audiência
Nos Estados Unidos, Avatar: A Lenda de Aang foi a série animada de televisão com maior audiência em seu grupo demográfico durante a estreia do programa; em média, 3,1 milhões de telespectadores assistiram a cada episódio novo. O episódio com maior audiência atingiu 5,6 milhões de telespectadores, indicando o fato de que a série era uma parte altamente assistida do bloco Nicktoons, cujo público-alvo estava na faixa de 6 a 11 anos de idade. Um especial de uma hora, intitulado O Segredo da Nação do Fogo (em inglês, The Secret of the Fire Nation), consistindo dos episódios "A Passagem da Serpente" ("The Serpent's Pass") e "A Broca" ("The Drill"), foi ao ar em 15 de setembro de 2006, atraindo 5,1 milhões de telespectadores. De acordo com a Nielsen Media Research, o especial foi o programa de televisão a cabo com a maior audiência naquela semana. Em 2007, Avatar: A Lenda de Aang foi distribuída para mais de 105 países e foi um dos programas com maior audiência da Nickelodeon. A série foi ranqueada como o programa mais assistido da emissora na Alemanha, Indonésia, Malásia, Países Baixos, Bélgica e Colômbia.
O episódio final de quatro partes, "O Cometa de Sozin", teve a maior audiência da série. Na primeira vez que foi ao ar, teve uma média de 5,6 milhões de telespectadores, 95% a mais do que a Nickelodeon tinha em meados de julho de 2007. Durante a semana de 14 de julho, foi o programa mais visto por jovens com menos de 14 anos. A popularidade do episódio final foi refletida na mídia online; Rise of the Phoenix King, um jogo online do website Nick.com baseado no "O Cometa de Sozin", foi jogado quase 815 mil vezes em três dias. O website IGN colocou a série na 35ª posição em sua lista dos 100 melhores programas de televisão.

### Crítica

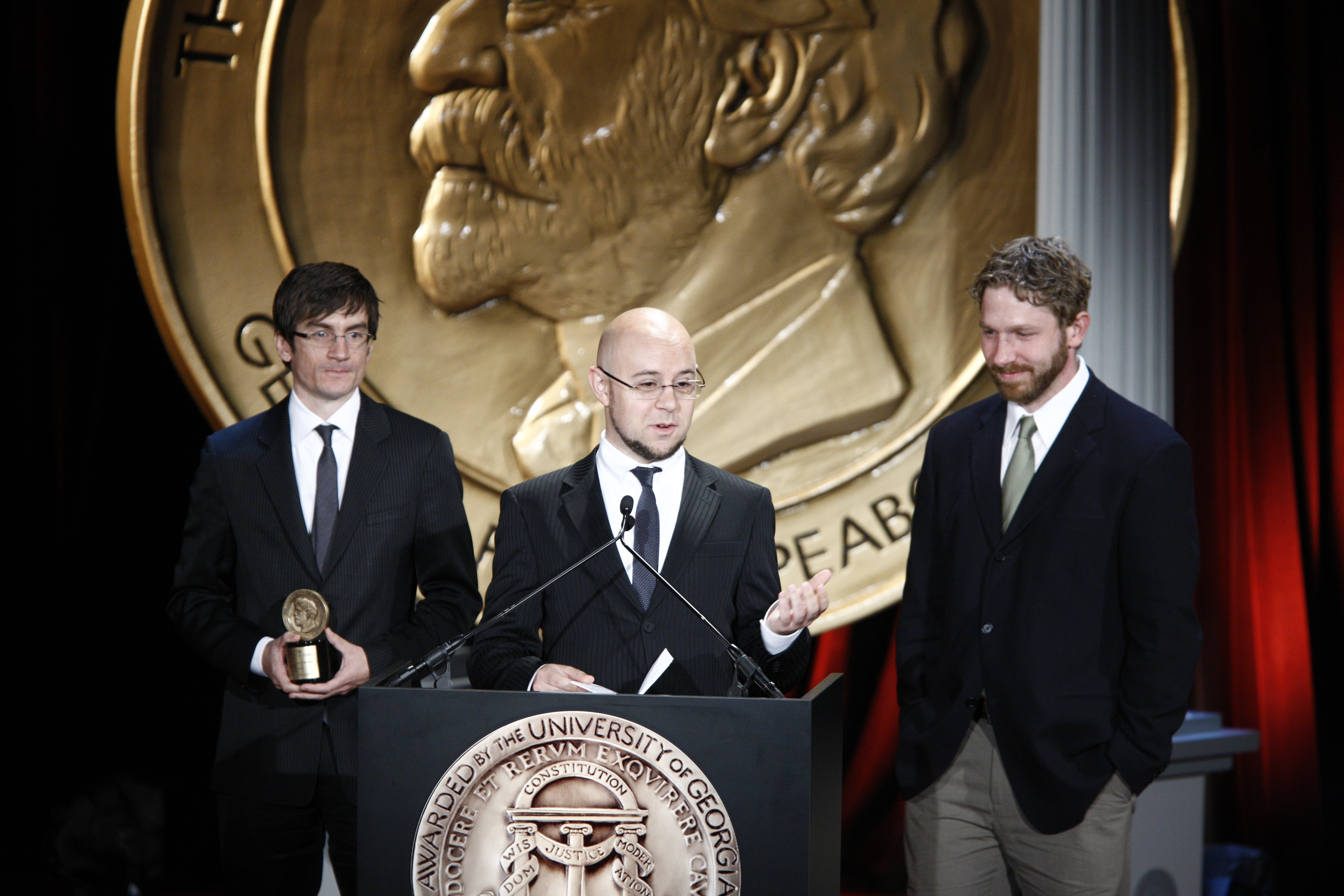
Da esquerda para direita, Bryan Konietzko, Michael Dante DiMartino, e Aaron Ehasz no Annual Peabody Awards, em Nova Iorque, em 18 de maio de 2009.

Avatar: A Lenda de Aang recebeu ampla aclamação da crítica. Max Nicholson do portal IGN denominou a série como "necessária para se assistir" e descreveu-a como "uma das melhores séries de animação de todos os tempos". Nick Hartel do DVD Talk classificou-a como extraordinária, "um programa para crianças" cujo legado "deve perdurar pelos próximos anos", enquanto Erik Amaya do Bleeding Cool destacou-a como "impressionante em sua sofisticação" e "fantástica". Henry Glasheen da SLUG Magazine chamou a série de "aventureira e empolgante", um "clássico" e por vezes tocante. De acordo com Brittany Lovely do Hypable, o seriado conta histórias "complexas e bonitas". Joe Corey do Inside Pulse descreveu a animação como um híbrido de anime e ação. Chris Mitchell do Popzara classificou-a como um dos melhores programas a passar no Nickelodeon, elogiando a música de fundo e a atuação de voz. D. F. Smith da IGN recomendou-a para telespectadores que gostem de animações com ação e aventura.
Rob Keyes do Screen Rant também denominou a série como "uma das melhores animações já feitas". Mike Noyes do Inside Pulse recomendou a obra a pessoas que curtem uma "grande" aventura. Gord Lacey do sítio eletrônico TVShowsonDVD.com chamou a série de "um dos melhores programas de animação de todos os tempos". Na opinião de Todd Douglass, Jr. do DVD Talk, adultos gostarão da série tanto quanto as crianças. Joshua Miller do CHUD.com adjetivou-a como "fenomenal" e "um dos programas mais bem animados (para crianças ou adultos) que a TV norte-americana já teve"; segundo Miller, a série é fortemente influenciada por anime. Tim Janson do Cinefantastique descreveu-a como "um dos programas animados mais cativantes já produzidos". Dennis Amith do J!ENT classificou-a "uma das melhores séries de televisão animadas exibidas nos EUA por criadores americanos". Amith elogiou o seu enredo sofisticado, suspense, humor, e sua ação. Franco "Cricket" Te da Nerd Society descreveu Avatar: A Lenda de Aang como "uma das melhores animações" que ele já viu, recomendando-a pelas suas personagens e seu enredo. Scott Thill do Wired denominou a série como engajadora e sua ambientação, influenciada pelo mundo Oriental, como "fantástica". Kirk Hamilton do Kotaku disse que a série se enquadra na Era de Ouro da Televisão norte-americana, e recomendou para outros o que chamou de "programa de crianças sofisticado".
A escrita e a temática do programa foram amplamente elogiados pela crítica. Michael S. Mammano do Den of Geek classificou o enredo como sendo "espertamente escrito" e elogiou a animação. Nicole Clark, escrevendo pelo Vice News, afirmou que a profundidade narrativa do programa é a sua maior virtude e elogiou a "autenticidade emocional" da história e como ela "expõe [expôs] telespectadores bem jovens a assuntos mais sombrios, como genocídio e autoritarismo, enquanto fornece um escopo para entender esses problemas." Jenifer Rosenberg da ComicMix gostou da ênfase do programa em família, amigos, comunidade e educação. Segundo Nick Hartel, a série toca em assuntos de "genocídio e auto-questionamento" sem assustar crianças mais jovens; personagens tumultuadas sofrem redenção, o que manda uma mensagem importante de que as pessoas podem mudar e não estão ligadas a um "destino". Chris Mitchell adjetivou a trama de "fantástica". D. F. Smith comparou o enredo da série a animações japonesas de ação, chamando seu tom e diálogo de "muito americano" e elogiando o humor que acarreta uma temática épica e dramática, adequada para todas as idades. Rob Keyes também elogiou o humor da série e o seu enredo: "[Ela] vai capturar seus corações".
De acordo com Mike Noyes, a série é uma amálgama de elementos dos "épicos de fantasia clássicos". Todd Douglass, Jr. denominou a trama como engajadora, bem planejada, e significativa; afirmou que as ideias centrais da série foram "bem pensadas", com uma história consistente. Douglass escreveu que as personagens "[têm] um senso real de progressão" e elogiou os roteiristas pelo seu humor, drama, e sua emoção. Joshua Miller afirmou que a série é surpreendentemente sombria apesar de seu tema "bobo"; a trama é mais viva que a do programa Lost e, de forma similar ao último, enfatiza o desenvolvimento das personagens. Segundo Miller, a sua escrita é de um "nível verdadeiramente adulto de contar histórias". Tim Janson descreveu a série como mais do que somente tematizada em fantasia e super-heróis, percebendo as personagens como centrais e relacionáveis. "Cricket" Te elogiou o uso de filosofias budistas pelo programa e a diversa apresentação de sua temática de coragem e vida. Kirk Hamiltion elogiou a série por expressar à sua audiência a importância de ser você mesmo e também pelo seu silencioso progressismo.
Os críticos também elogiaram Avatar: A Lenda de Aang pelo seu desenvolvimento de personagens, além de sua arte, animação, e coreografia. Eric Amaya gostou da animação expressiva que complementa o roteiro; em sua opinião, certos elementos foram influenciados pelo cineasta japonês Hayao Miyazaki. Todd Douglass, Jr. chamou o desenvolvimento de personagens de interessante, enquanto Nicole Clark escreveu que o programa "conseguiu fazer aquilo que pouquíssimos programas conseguiram fazer até hoje: juntar um elenco de personagens que mostra o mundo como ele é, com uma variedade de identidades e experiências." Jenifer Rosenburg elogiou a representação das personagens femininas, denominando-as como "fortes, responsáveis, [e] inteligentes". Na opinião de Joshua Miller, o uso da dominação de elementos pelas personagens que o fazem para atividades cotidianas traz "profundidade e credibilidade" ao mundo de Avatar. Miller adjetivou os designs de personagens como "ricos e imersivos", com cada nação possuindo uma aparência própria e distinta. Elogiou também as cenas de ação como "bem renderizadas", comparando o desenvolvimento do mundo de Avatar ao do mundo de O Senhor dos Anéis, e também destacando as coreografias de luta como "maravilhosa[s] em seus mais pequenos detalhes". D. F. Smith gostou dos planos de fundo meticulosamente desenhados. "Cricket" Te elogiou a paleta de cores de cada episódio e a combinação da coreografia de artes marciais e magia. Nick Hartel criticou a animação da série, apesar de ele tê-la achado uma melhora em relação a outros programas da Nickelodeon. Chris Mitchell adjetivou a animação de fluida. "Cricket" Te concordou, notando a sua influência em mangás. Na visão de Brittany Lovely, personagens "não-dominadores" são "ofuscadas" em batalha pela sua contrapartida de dominadores. Joe Corey chamou a ação e os ambientes da animação de uma "grande façanha", e Rob Keyes elogiou a coreografia de luta da série. Segundo Kirk Hamilton, as sequências de ação são fantásticas enquanto continuam apropriadas para crianças e empolgantes.

### Legado
Avatar: A Lenda de Aang teve um grande impacto em como canais de televisão passaram a perceber desenhos animados, com subsequentes programas para crianças embaçando a linha divisória entre para crianças e adultos. O programa da Netflix The Dragon Prince — co-criado e escrito por Aaron Ehasz —, em particular, é fortemente influenciado por A Lenda de Aang, e também estrela Jack DeSena.

### Prêmios e indicações
| Ano  | Premiação                                       | Categoria                                                       | Nomeação para                                                        | Resultado |
| ---- | ----------------------------------------------- | --------------------------------------------------------------- | -------------------------------------------------------------------- | --------- |
| 2005 | Pulcinella Awards                               | Melhor Série de Televisão de Aventura/Ação                      | Avatar: The Last Airbender                                           | Venceu    |
| 2005 | Pulcinella Awards                               | Melhor Série de Televisão                                       | Avatar: The Last Airbender                                           | Venceu    |
| 2006 | 33º Annie Awards                                | Melhor Animação Produzida para a Televisão                      | Avatar: The Last Airbender                                           | Indicado  |
| 2006 | 33º Annie Awards                                | Melhor Storyboard em uma Animação para a Televisão              | Lauren MacMullan por "O Desertor"                                    | Venceu    |
| 2006 | 33º Annie Awards                                | Melhor Roteiro de Animação Produzida para a Televisão           | Aaron Ehasz e John O'Bryan por "A Adivinha"                          | Indicado  |
| 2007 | Nickelodeon Australian Kids' Choice Awards 2007 | Desenho Favorito                                                | Avatar: The Last Airbender                                           | Indicado  |
| 2007 | 34º Annie Awards                                | Melhor Animação de Personagens em uma Produção para a Televisão | Yu Jae Myung por "A Bandida Cega"                                    | Venceu    |
| 2007 | 34º Annie Awards                                | Melhor Direção em uma Produção Animada para a Televisão         | Giancarlo Volpe por "A Broca"                                        | Venceu    |
| 2007 | Genesis Awards                                  | Melhor Trabalho em Programa para Crianças                       | "Os Dias Perdidos do Appa"                                           | Venceu    |
| 2007 | 59.ª Edição Anual dos Prémios Emmy do Primetime | Melhor Programa de Animação                                     | "A Cidade de Muros e Segredos"                                       | Indicado  |
| 2007 | 59.ª Edição Anual dos Prémios Emmy do Primetime | Prêmio de Realização Individual em Animação                     | Sang-Jin Kim por "Lago Laogai"                                       | Venceu    |
| 2008 | Kids' Choice Awards 2008                        | Desenho Favorito                                                | Avatar: The Last Airbender                                           | Venceu    |
| 2008 | Festival de Cinema de Animação de Annecy        | Série de Televisão                                              | Joaquim Dos Santos por "O Dia do Sol Negro, 2ª Parte: O Eclipse"     | Indicado  |
| 2008 | Prêmio Peabody                                  | Mostra não usual de personagens complexos e responsáveis        | Avatar: The Last Airbender                                           | Venceu    |
| 2008 | 13º Prêmios Satellite                           | Melhor DVD Infantil                                             | Livro 3: Fogo, Volume 4                                              | Indicado  |
| 2009 | 36º Annie Awards                                | Melhor Produção Animada de Televisão para Crianças              | Avatar: The Last Airbender                                           | Venceu    |
| 2009 | 36º Annie Awards                                | Melhor Direção em uma Produção Animada para a Televisão         | Joaquim Dos Santos por "O Cometa de Sozin, 3ª parte: Para o Inferno" | Venceu    |
| 2009 | Golden Reel Awards                              | Melhor Edição de Som: Animação para Televisão                   | "O Cometa de Sozin, 4ª parte: O Avatar Aang"                         | Indicado  |
| 2009 | Nickelodeon Australian Kids' Choice Awards 2009 | Desenho Favorito                                                | Avatar: The Last Airbender                                           | Venceu    |
| 2010 | Nickelodeon Australian Kids' Choice Awards 2010 | Melhor Desenho                                                  | Avatar: The Last Airbender                                           | Indicado  |

### Episódios
1. 1 2 3 4  Roteirista(s): Elizabeth Welch Ehasz. «Avatar e o Senhor do Fogo». Avatar: A Lenda de Aang. Temporada 3. Episódio 6
2. 1 2 3  Roteirista(s): Aaron Ehasz. «A Tempestade». Avatar: A Lenda de Aang. Temporada 1. Episódio 12
3. 1 2 3  Roteirista(s): Michael Dante DiMartino. «O Templo de Ar do Sul». Avatar: A Lenda de Aang. Temporada 1. Episódio 3
4. ↑  Roteirista(s): Tim Hedrick. «O Desertor». Avatar: A Lenda de Aang. Temporada 1. Episódio 16
5. 1 2 3  Roteirista(s): Aaron Ehasz, Elizabeth Welch Ehasz, Tim Hedrick & John O'Bryanh. «O Estado Avatar». Avatar: A Lenda de Aang. Temporada 2. Episódio 1
6. 1 2  Roteirista(s): Michael Dante DiMartino & Bryan Konietzko. «O Garoto no Iceberg». Avatar: A Lenda de Aang. Temporada 1. Episódio 1
7. ↑  Roteirista(s): Michael Dante DiMartino. «Solstício de Inverno Parte 2: O Avatar Roku». Avatar: A Lenda de Aang. Temporada 1. Episódio 8
8. 1 2  Roteirista(s): John O'Bryan. «O Cerco do Norte, Parte 1». Avatar: A Lenda de Aang. Temporada 1. Episódio 19
9. 1 2 3  Roteirista(s): Aaron Ehasz. «O Cerco do Norte, Parte 2». Avatar: A Lenda de Aang. Temporada 1. Episódio 20
10. ↑  Roteirista(s): Michael Dante DiMartino. «A Bandida Cega». Avatar: A Lenda de Aang. Temporada 2. Episódio 6
11. 1 2  Roteirista(s): Tim Hedrick. «A Cidade de Muros e Segredos». Avatar: A Lenda de Aang. Temporada 2. Episódio 14
12. ↑  Roteirista(s): John O'Bryan. «A Biblioteca». Avatar: A Lenda de Aang. Temporada 2. Episódio 10
13. 1 2  Roteirista(s): John O'Bryan. «O Rei da Terra». Avatar: A Lenda de Aang. Temporada 2. Episódio 18
14. ↑  Roteirista(s): Michael Dante DiMartino & Bryan Konietzko. «O Guru». Avatar: A Lenda de Aang. Temporada 2. Episódio 19
15. 1 2  Roteirista(s): Aaron Ehasz. «As Encruzilhadas do Destino». Avatar: A Lenda de Aang. Temporada 2. Episódio 20
16. ↑  Roteirista(s): Aaron Ehasz. «O Despertar». Avatar: A Lenda de Aang. Temporada 3. Episódio 1
17. ↑  Roteirista(s): Michael Dante DiMartino. «O Dia do Sol Negro, 1ª Parte: A Invasão». Avatar: A Lenda de Aang. Temporada 3. Episódio 10
18. 1 2  Roteirista(s): Aaron Ehasz. «O Dia do Sol Negro, 2ª Parte: O Eclipse». Avatar: A Lenda de Aang. Temporada 3. Episódio 11
19. 1 2  Roteirista(s): Michael Dante DiMartino. «O Cometa de Sozin 1ª Parte: O Rei Fênix». Avatar: A Lenda de Aang. Temporada 3. Episódio 18
20. ↑  Roteirista(s): Aaron Ehasz. «O Cometa de Sozin 2ª Parte: Os Velhos Mestres». Avatar: A Lenda de Aang. Temporada 3. Episódio 19
21. ↑  Roteirista(s): Michael Dante DiMartino & Bryan Konietzko. «O Cometa de Sozin 3ª Parte: Para o Inferno». Avatar: A Lenda de Aang. Temporada 3. Episódio 20
22. ↑  Roteirista(s): Michael Dante DiMartino & Bryan Konietzko. «O Cometa de Sozin 4ª Parte: O Avatar Aang». Avatar: A Lenda de Aang. Temporada 3. Episódio 21

- Este artigo foi inicialmente traduzido, total ou parcialmente, do artigo da Wikipédia em inglês cujo título é «Avatar: The Last Airbender».

## Livros
- DiMartino, Michael Dante; Konietzko, Bryan (2010). Avatar: The Last Airbender—The Art of the Animated Series (em inglês). [S.l.]: Dark Horse Comics. ISBN 9781595825049